# Richard Paul Lohse
Richard Paul Lohse (13. září 1902 Curych – 16. září 1988 Curych) byl švýcarský malíř a grafický designér a jeden z hlavních představitelů konkretismu a konstruktivismu.
Patřil ke čtveřici grafiků, kteří v Curychu vydávali trojjazyčný časopis Neue Grafik – New Graphic Design – Graphisme actuel, který od roku 1958 přispíval k výsadnímu postavení „švýcarské školy“. Tento časopis se na rozdíl od mezinárodně orientovaného časopisu Graphis dominantně soustředil na domácí tvůrce. Mezi další vydavatele patřili Carlo Vivarelli, Hans Neuburg a Josef Müller-Brockmann.